# اتفاق لشبونة بشأن حماية تسميات المنشأ وتسجيلها على الصعيد الدولي
اتفاق لشبونة بشأن حماية تسميات المنشأ وتسجيلها على الصعيد الدولي اتفاقية وقعت في 31 أكتوبر 1958، تتضمن أن تسميات المنشأ في البلدان الأعضاء تتلقى الحماية عندما تكون محمية في بلدها الأصلي. يضع أحكامًا لما يوصف بأنه تسمية المنشأ وتدابير الحماية ويؤسس سجلاً دوليًا لتسميات المنشأ، تديره المنظمة العالمية للملكية الفكرية. دخل الاتفاق حيز التنفيذ في عام 1966، وجرت مراجعته في ستوكهولم عام 1967، وعُدّل في 1979 و2015. اعتبارًا من مايو 2015 أصبحت 30 دولة طرفًا في الاتفاق وسجّل 1000 تسمية منشأ. 
وينشئ الاتفاق اتحادًا خاصًا بموجب المادة 19 من اتفاقية باريس لحماية الملكية الصناعية (1883). وقد استبدلت اتفاقية حول الجوانب التجارية لحقوق الملكية الفكرية بعض جوانب الاتفاق.

## قانون جنيف
في مايو 2015 اعتمدت وثيقة جنيف للاتفاق، التي وسعت نطاق الحماية رسميًا لتشمل المؤشرات الجغرافية، كما غيّر اسم الوثيقة من "وثيقة جنيف لاتفاق لشبونة بشأن تسميات المنشأ والمؤشرات الجغرافية". علاوة على ذلك يسمح القانون للمنظمات الحكومية الدولية بأن تصبح أطرافًا فيها. في 21 مايو تم التوقيع على القانون من قبل 13 دولة: البوسنة والهرسك وبوركينا فاسو والكونغو وفرنسا والغابون والمجر ومالي ونيكاراغوا وبيرو ورومانيا وتوغو. يدخل الاتفاق حيز التنفيذ بعد تصديق 5 أطراف إليه أو الانضمام إليه: ألبانيا وكمبوديا والاتحاد الأوروبي وكوريا الشمالية وساموا.

## الأطراف المشاركة
تنطبق المعاهدة على الأطراف الأعضاء في اتفاق لشبونة 1958 ووثيقة ستوكهولم 1967، لكنها لا تنطبق على أي طرف عضو في اتفاقية 1958 دون أن يكون طرفاً في وثيقة 1967. دخلت وثيقة جنيف حيز التنفيذ عام 2020، وتنطبق على الدول الأعضاء في وثيقة جنيف فقط. 
إذا كانت دولة ما طرفاً في عدة صكوك من اتفاق لشبونة، فإن تسمية المنشأ المسجلة بموجب أي من الصكوك تنطبق أيضاً على الأطراف في الصكوك الأخرى التي تكون الدولة طرفاً فيها.
| الدولة                            | اتفاق لشبونة                  | وثيقة ستوكهولم                | وثيقة جنيف     | Registered AO | ملاحظات                                                                    |
| --------------------------------- | ----------------------------- | ----------------------------- | -------------- | ------------- | -------------------------------------------------------------------------- |
| ألبانيا                           | 8 مايو 2019                   | 8 مايو 2019                   | 26 فبراير 2020 | 0             |                                                                            |
| الجزائر                           | 5 يوليو 1972                  | 31 أكتوبر 1973                |                | 19            |                                                                            |
| البوسنة والهرسك                   | 4 يوليو 2013                  | 4 يوليو 2013                  | وقّعت           | 4             |                                                                            |
| بلغاريا                           | 12 أغسطس 1975                 | 12 أغسطس 1975                 |                | 33            | تنطبق عليها أيضاً وثيقة جنيف كونها عضو في الاتحاد الأوروبي                  |
| بوركينا فاسو                      | 2 سبتمبر 1975                 | 2 سبتمبر 1975                 | وقّعت           | 0             | تنطبق عليها أيضاً وثيقة جنيف كونها عضو في المنظمة الإفريقية للملكية الفكرية |
| الرأس الأخضر                      |                               |                               | 6 يوليو 2022   |               |                                                                            |
| كمبوديا                           |                               |                               | 26 فبراير 2020 | 1             |                                                                            |
| الكونغو                           | 16 نوفمبر 1977                | 16 نوفمبر 1977                | وقّعت           | 0             |                                                                            |
| كوستاريكا                         | 30 يوليو 1997                 | 30 يوليو 1997                 | وقّعت           | 2             |                                                                            |
| كوبا                              | 25 سبتمبر 1966                | 8 إبريل 1975                  |                | 20            |                                                                            |
| جمهورية التشيك                    | 1 يناير 1993                  | 1 يناير 1993                  | 2 سبتمبر 2022  | 75            | تنطبق عليها أيضاً وثيقة جنيف كونها عضو في الاتحاد الأوروبي                  |
| جمهورية الدومنيكان                | 17 يناير 2020                 | 17 يناير 2020                 |                |               |                                                                            |
| تشيكوسلوفاكيا                     | 25 سبتمبر 1966 - 1 يناير 1993 | 31 أكتوبر 1973 - 1 يناير 1993 |                |               | ينطبق الآن على كل من جمهورية التشيك وسلوفاكيا                              |
| الاتحاد الأوروبي                  |                               |                               | 26 فبراير 2020 | 117           | فقط وثيقة جنيف                                                             |
| فرنسا                             | 25 سبتمبر 1966                | 12 أغسطس 1975                 | 21 إبريل 2021  | 509           | تنطبق عليها أيضاً وثيقة جنيف كونها عضو في الاتحاد الأوروبي                  |
| الغابون                           | 10 يونيو 1975                 | 10 يونيو 1975                 | وقّعت           | 0             |                                                                            |
| جورجيا                            | 23 سبتمبر 2004                | 23 سبتمبر 2004                |                | 28            |                                                                            |
| غانا                              |                               |                               | 3 فبراير 2022  |               |                                                                            |
| اليونان                           | وقّعت                          |                               |                |               | تنطبق عليها وثيقة جنيف كونها عضو في الاتحاد الأوروبي                       |
| هايتي                             | 25 سبتمبر 1966                |                               |                | 0             |                                                                            |
| هنغاريا                           | 23 مارس 1967                  | 31 أكتوبر 1973                | 10 سبتمبر 2021 | 28            | تنطبق عليها أيضاً وثيقة جنيف كونها عضو في الاتحاد الأوروبي                  |
| إيران                             | 9 مارس 2006                   | 9 مارس 2006                   |                | 64            |                                                                            |
| إسرائيل                           | 25 سبتمبر 1966                | 31 أكتوبر 1973                |                | 1             |                                                                            |
| إيطاليا                           | 29 ديسمبر 1968                | 24 إبريل 1977                 | وقّعت           | 175           | تنطبق عليها أيضاً وثيقة جنيف كونها عضو في الاتحاد الأوروبي                  |
| ساحل العاج                        |                               |                               | 15 مارس 2023   |               | تنطبق عليها أيضاً وثيقة جنيف كونها عضو في المنظمة الإفريقية للملكية الفكرية |
| لاوس                              |                               |                               | 20 فبراير 2021 |               |                                                                            |
| مالي                              |                               |                               | وقّعت           |               |                                                                            |
| المكسيك                           | 25 سبتمبر 1966                | 26 يناير 2001                 |                | 18            |                                                                            |
| مولدافيا                          |                               | 5 إبريل 2001                  | وقّعت           | 1             |                                                                            |
| الجبل الأسود                      | 3 يونيو 2006                  | 3 يونيو 2006                  |                | 2             |                                                                            |
| المغرب                            | وقّعت                          |                               |                |               |                                                                            |
| نيكاراغوا                         | 15 يونيو 2006                 | 15 يونيو 2006                 | وقّعت           |               |                                                                            |
| كوريا الشمالية                    | 4 يناير 2005                  | 4 يناير 2005                  | 26 فبراير 2020 | 6             |                                                                            |
| مقدونيا الشمالية                  | 6 أكتوبر 2010                 | 6 أكتوبر 2010                 |                | 5             |                                                                            |
| المنظمة الإفريقية للملكية الفكرية |                               |                               | 15 مارس 2023   | 0             |                                                                            |
| سلطنة عمان                        |                               |                               | 30 يونيو 2021  |               |                                                                            |
| بيرو                              | 16 مايو 2005                  | 16 مايو 2005                  | 18 أكتوبر 2022 | 10            |                                                                            |
| البرتغال                          | 25 سبتمبر 1966                | 17 إبريل 1991                 | 18 يناير 2024  | 7             | تنطبق عليها أيضاً وثيقة جنيف كونها عضو في الاتحاد الأوروبي                  |
| روسيا                             |                               |                               | 11 أغسطس 2023  |               |                                                                            |
| رومانيا                           | وقّعت                          |                               | وقّعت           |               | تنطبق عليها وثيقة جنيف كونها عضو في الاتحاد الأوروبي                       |
| ساموا                             |                               |                               | 26 فبراير 2020 |               |                                                                            |
| ساو تومي وبرينسيب                 |                               |                               | 2 نوفمبر 2023  |               |                                                                            |
| السنغال                           |                               |                               | 5 ديسمبر 2023  |               | تنطبق عليها أيضاً وثيقة جنيف كونها عضو في المنظمة الإفريقية للملكية الفكرية |
| صربيا                             | 1 يونيو 1999                  | 1 يونيو 1999                  |                | 3             |                                                                            |
| سلوفاكيا                          | 1 يناير 1993                  | 1 يناير 1993                  |                | 8             | تنطبق عليها أيضاً وثيقة جنيف كونها عضو في الاتحاد الأوروبي                  |
| إسبانيا                           | وقّعت                          |                               |                |               | تغطيها وثيقة جنيف كونها عضو في الاتحاد الأوروبي                            |
| سويسرا                            |                               |                               | 31 أغسطس 2021  |               |                                                                            |
| توغو                              | 30 إبريل 1975                 | 30 إبريل 1975                 | وقّعت           |               | تنطبق عليها أيضاً وثيقة جنيف كونها عضو في المنظمة الإفريقية للملكية الفكرية |
| تونس                              | 31 أكتوبر 1973                | 31 أكتوبر 1973                | 6 يوليو 2023   | 8             |                                                                            |
| تركيا                             | وقّعت                          |                               |                |               |                                                                            |

## وصلات خارجية
- نص الاتفاقية:
  - الاتفاق الأصلي 1958 (بالفرنسية)،
  - قانون ستوكهولم 1967 (وفق تعديل 1979)
  - ملخص اتفاقية لشبونة بشأن حماية تسميات المنشأ وتسجيلها الدولي (1958)
  - جنيف 2015